# Антифонний спів
Антифонний спів (грец. Αντιφωνος, від αντι — проти і φωνος — звук) — спів-перегук двох хорів або частин хору.

## Історія виникнення і розвитку
Антифонний спів започаткувався у театрі Стародавньої Греції. Даньогрецький трагік Есхіл ввів другого актора, відкривши можливість глибшої розробки трагічного конфлікту і збільшуючи силу театрального уявлення. Введення 2-го актора повело за собою розвиток діалогу. Хор поділявся на дві групи, які супроводжували діалогічним співом розвиток сюжету в трагедії, допомагали розкривати зміст подій. Принципи такого співу також зустрічаються у народних хороводних та весільних піснях. Співочий діалог започатковано у давньоєгипетському релігійному культі. Був успадкований давньоюдейською (див. Юдаїзм) традицією (співи Єрусалимського храму). Хор ділився на дві групи. За даними грецького історика V століття Сократа Схоластика, в християнське богослужіння введено Ігнатієм Антіохійським. Інші древні автори визначили початком антифонного співу ІІІ століття. Вживаючи термін антифон, мають на увазі не жанр богослужбової монодії, а спосіб виконання двома хорами, які почергово виконували псалми.
У богослужінні християн західної Європи антифонний спів дав поштовх до розвитку багатоголосої музики. З пізнього Середньовіччя, в добу Ренесансу і в час барокової музики псалми і псалмоподібні тексти виконувалися в техніці alternatim — один вірш розспівувався, а інший звучав у пишній багатоголосій обробці, або на органі. Використання органа сприяло розвитку жанру музики органна меса.
Антифонний спів поширився спочатку в Італії, а незабаром став одним з найважливіших типів християнських піснеспівів у європейських країнах. Зазвичай чергувалися чоловічий та дитячий хори, пізніше в католицькій церкві — спів священника, частини хору і цілого хору. Протягом століть антифонний спів зазнавав різних змін щодо форми, але його суть залишається незмінною, вона полягає в діалогічності, — переспіві. Поперемінний крилосний спів робить богослужіння динамічним та інтерактивним.

## Антифони на літургії
Антифон — це вибрані із псалмів вірші, які виконують почергово два хори у двунадесяті свята, третій святковий антифон виконується солістом і хором на кліросах, у сучасному богослужінні. Присутність декількох співаків, діалогу між ними підкреслює важливість літургійного дійства.
У старозавітному храмі співали левіти, поділені на два хори. Вони виконували цілі псалми, а тепер лиш вибрані уривки. Східні церкви здавна застосовували принцип співу антифонів. Ввів їх до християнського богослужіння перший Антіохійський єпископ святий Ігнатій Богоносець. Спочатку у антифонному співі чергувалося звучання чоловічого та дитячого хорів. Антифони, за словами Ігнатія Антиохійського, відтворюють спів янголів. Святий Амвросій Медіоланський згодом впровадив антифонний спів у Західній церкві.
Антифони у християнстві — це поєднання двох Завітів. Вірші із Старого співаються з віршами з Нового Заповіту. Спочатку співають рядок із Старого Завіту, а тоді — з Нового.
Антифонів в літургії є три, в честь Пресвятої Тройці, тому і розділяють їх на три частини. Перший антифон — прославлення Бога, другий антифон — віддання Богові належної честі, третій — поклоніння Богові.
Антифони поділяються на три види: повсякденні, святкові і недільні. Антифони, які ми співаємо сьогодні, ввійшли у вжиток у X столітті. Антифони зображальні — із псалмів 102, 145 і Блаженних. Антифони повсякденні — складаються із псалмів 9, 92 і 94. Святкові антифони — співаються в двунадесяті свята і складаються з віршів різних псалмів, відповідно до змісту свята.